# Хмельницкие

Герб Хмельницких — видоизменённый Абданк

Герб Хмельницких — Масальский

Хмельни́цкие герба Абданк с крестом или герба Масальский — западнорусский шляхетский род.

## Представители
- Владислав Хмельницкий (1550) — отец Венжика Хмельницкого
  - Венжик Хмельницкий (Венцеслав) (? — 1569) — военный казацкий деятель XVI века, казацкий полковник, низовой гетман (1534—1569). Дед Богдана.
- Михаил Хмельницкий (? — 1620) — шляхтич, чигиринский подстароста.
  - Богдан Хмельницкий (? — 1657) — гетман Войска Запорожского, предводитель восстания Хмельницкого.
    - Тимофей Хмельницкий (1635[3] — 1653)
      - Иван
      - Богдан

    - Юрий Хмельницкий (1641[3] — 1685) — четырёхкратный гетман Войска Запорожского. В письмах казацкой старшине 1678 подписывался следующим титулом: «Юрий Гедеон Венжик Хмельницкий, князь Сарматии, Малой России и Украины, вождь войск запорожских».[3] В письмах подписывался: «Георгий Гедеон князь»;[3] нобилитован на сейме 1659 года в связи с тем, что его отец потерял шляхетство из-за организации восстания . Получил во владение Гадяч и Миргород с окрестностями[2] . Использовал герб Масальский[2] .
    - Екатерина Хмельницкая (Елена) — жена Даниила Выговского (1 мая 1661[3]), брата Ивана Выговского; жена Павла Тетери (2 мая 1661[3])
    - Елена Хмельницкая, другое имя Стефанида — жена Ивана Нечая (1661).

  - Ян (Иван) Михайлович Хмельницкий[4]
    - Яненко-Хмельницкая Елена Ивановна (? — до 1671) — вторая жена Григория Дорошенко[5].
    - Павел Иванович Хмельницкий — полковник киевский; нобилитован на сейме 1661 года; получил во владение Бобровницу, Бугаевку и Борки в Киевском воеводстве[3], упоминается в письме Юрия Хмельницкого под 1678 годом.
      - Ефросинья Павловна Яненко-Хмельницкая (? — 1684) — вторая жена гетмана Петра Дорошенко[6].
      - Иван Павлович Яненко-Хмельницкий (? — 1679) — казацкий полковник, соратник гетмана Юрия Хмельницкого[7] .

    - Яненко-Хмельницкий Иван Иванович[4].

- Варвара — жена Валента Дубровского[8]

## Герб
Герб Хмельницких по гербовникам Несецкого (1715—1724 изданный во Львове) и Бобровича (1835) — герб Масальский. В своих письмах 1648 года Хмельницкий подписывался как Зиновий Богдан Хмельницкий.